# Institut Max-Planck d'anthropologie évolutionniste
L'Institut Max-Planck d'anthropologie évolutionnaire (en allemand : Max-Planck-Institut für evolutionäre Anthropologie) est un institut de recherche situé à Leipzig, en Allemagne et créé en 1997. Il fait partie du réseau de centres de recherches de la Société Max-Planck.

## Organisation
L'Institut comprend cinq départements principaux (Psychologie développementale et comparative, Génétique évolutionniste, Évolution de l'homme, Linguistique et Primatologie) et plusieurs groupes annexes. Il emploie actuellement environ quatre cent vingt personnes.
Les responsables des cinq départements sont Svante Pääbo (génétique), Bernard Comrie (linguistique), Michael Tomasello (psychologie), Christophe Boesch (primatologie) et Jean-Jacques Hublin (évolution).

## Séquençage du génome de l'homme de Néandertal
En juillet 2006, l'Institut et 454 Life Sciences ont annoncé qu'ils entreprenaient le séquençage du génome de l'homme de Néandertal. Composé de trois milliards de paires de base, le génome de l'homme de Néandertal est à peu près de la taille du génome d'homo sapiens et a probablement avec celui-ci de nombreux gènes en commun. On pense que la comparaison du génome de l'homme de Néandertal et du génome d'homo sapiens permettra de mieux connaitre cette espèce disparue, ainsi que l'évolution de Sapiens et de son cerveau.
Svante Pääbo a testé plus de soixante-dix restes d'homme de Néandertal et en a trouvé un seul qui avait assez d'ADN pour permettre une analyse. Une étude préalable de l'ADN à partir d'un fragment de fémur vieux de 38 000 ans, découvert en 1980 dans la grotte de Vindija en Croatie, a montré que les néandertaliens et les Homo sapiens partageaient environ 99,5 % de leur ADN. On pense que les deux espèces partageaient un ancêtre commun il y a environ 500 000 ans. Des calculs permettent de supposer que les deux espèces ont divergé il y a environ 516 000 ans, alors que les fossiles les plus anciens datent d'environ 400 000 ans. Le séquençage du génome néandertalien a mis plus de deux ans à être réalisé. Il en conclut que contrairement à ce que l'on pensait, il y a eu métissage entre Homo neanderthalensis et Homo sapiens. L'Homme moderne détient actuellement entre 2 % et 4 % de gènes néandertaliens.
Janet Kelso, au sein du groupe du Groupe de recherche Minerva en bio-informatique à l'Institut, a étendu les recherches sur la génomique comparative des primates et a contribué aux projets sur le génome néandertalien, bonobo et orang-outan,,.